# De Keijsers Croon
De Keijsers Croon aan Waterstraat 44 in het Nederlandse Zaltbommel is een huis uit de 16e of 17e eeuw. Het staat op de hoek van de Waterpoort en is een van diverse rijksmonumenten in de Waterstraat.
In de 19e eeuw kregen veel oude huizen in Zaltbommel een eenvoudige gepleisterde lijstgevel. Deze ontwikkeling zette zich voort in het derde kwart van de 19de eeuw toen ook De Keijsers Croon zo'n gevel kreeg. Naar ontwerp van A.M.A. Gulden werd het uitgerust met vijf consoles onder de kroonlijst en vensters met afgeronde hoeken.
Het pand heeft een stoep met hardstenen palen, met daartussen kettingen. Het achterhuis is parallel aan de straatas gelegen en gedekt met een zadeldak.
In de achtertuin van Waterstraat 44 [sic.], vlak bij de Waterpoort, bevindt zich het best bewaard gebleven deel van de middeleeuwse stadsmuur van Zaltbommel: dit deel van de stadsmuur heeft als enige nog de volle hoogte, inclusief originele kantelen.